# Guy Dardenne
Guy Dardenne (Beauraing, 19 oktober 1954) is een voormalig Belgisch voetballer die speelde als aanvaller of als aanvallende middenvelder. Hij voetbalde in de Eerste klasse bij onder meer Standard Luik en Club Brugge en speelde 11 interlandwedstrijden met het Belgisch voetbalelftal. Na zijn spelersloopbaan werd hij trainer in de lagere afdelingen.

## Loopbaan

### Als voetballer
Dardenne doorliep de jeugdreeksen van de voetbalploeg van zijn geboortestad Beauraing en werd in 1973 door Standard Luik aangetrokken. Hij debuteerde er in februari 1974 als middenvelder in het eerste elftal in de thuiswedstrijd tegen Antwerp FC. Het daaropvolgende seizoen verwierf Dardenne er een vaste basisplaats maar in het seizoen 1975-76 verloor hij deze weer.
In 1976 trok Dardenne naar RAA La Louvière dat net gedegradeerd was naar Tweede klasse wegens competitiefraude. In zijn eerste seizoen bij La Louvière slaagde de ploeg erin om zijn verloren plaats in de hoogste afdeling terug in te nemen.
In 1979 degradeerde de ploeg echter terug naar Tweede klasse en Dardenne trok naar toenmalig Eersteklasser KSC Lokeren. De ploeg behaalde een vierde plaats in de competitie, maar Dardenne kwam maar weinig toe aan spelen. Hij trok naar RWDM, speelde er met de ploeg in de UEFA Cup tegen Torino FC, maar vertrok op het einde van het seizoen wegens een financieel geschil met de club.
In 1981 ging Dardenne bij Club Brugge spelen. In zijn eerste seizoen werd de ploeg slechts 15de in de Belgische competitie. Met de komst van trainer Georg Kessler beleefde Dardenne zijn twee beste voetbalseizoenen. Kessler waardeerde het coachend vermogen van Dardenne op het veld en moedigde hem hierin aan. De ploeg behaalde respectievelijk een vijfde en een derde plaats in de Belgische competitie. In 1983 maakte Dardenne het enige doelpunt van de ploeg in de verloren Bekerfinale tegen KSK Beveren.
Toen Kessler in 1984 bij Brugge vertrok, ging Dardenne terug bij Standard Luik spelen. Wegens de omkoopzaak Standard-Waterschei werden de sterkhouders van de ploeg geschorst en diende er een nieuwe ploeg opgebouwd worden. Standard haalde nog slechts het niveau van een subtopper en Dardenne bleef er voetballen tot in 1986. Toen trok hij naar toenmalig Eersteklasser RFC Seraing waar hij nog één seizoen bleef voetballen. De degradatie kon niet vermeden worden en na het seizoen zette Dardenne een punt achter zijn loopbaan op het hoogste niveau. In totaal speelde Dardenne 342 wedstrijden in Eerste klasse en scoorde hierbij 70 doelpunten. Ondanks het feit dat Dardenne bij topclubs als Brugge en Standard speelde, mocht hij nooit een titel vieren.

### Bij het Belgisch voetbalelftal
Tussen 1977 en 1980 werd Dardenne 15 maal geselecteerd voor het Belgisch voetbalelftal en speelde hij 11 wedstrijden met de ploeg. Hij zat in de selectie van de ploeg die deelnam aan het Europees kampioenschap voetbal 1980 in Italië. Hij was tijdens de finalewedstrijd tegen West-Duitsland bankzitter.

### Als trainer
In 1987 werd Dardenne speler-trainer bij Royal Francs Borains dat actief was in derde klasse. In 1989 trok Dardenne eveneens als speler-trainer naar RFC Namur dat net gepromoveerd was naar Derde klasse. Daar bleef hij voetballen tot in 1991 waarna hij speler-trainer naar RJ Rochefortoise FC dat actief was in vierde klasse.
Vanaf 1994 ging Dardenne aan de slag in de provinciale voetbalcompetities. Zo was hij achtereenvolgens speler-trainer bij de voetbalploegen van RLC Bastogne, Tellin (tot 1997) en Wellin (1997-2006) waar hij het trainerschap bleef combineren met het voetballen tot aan de eeuwwisseling. In 2006 werd hij terug trainer bij RJ Rochefortoise, in 2008 werd hij trainer bij de voetbalploeg van Chevetogne en vanaf het seizoen 2010-2011 zal hij trainer worden van de voetbalploeg van Beauraing waar hij zijn carrière begon.

## Erelijst

### Speler
Standard Liège
- Ligabeker: 1975

### Internationaal
België
- UEFA Europees Kampioenschap: 1980 (finalist)[1]
- Nationale trofee voor sportverdienste: 1980[2]